# 未来资产集团
未来资产集团（韓語：미래에셋금융그룹/未來에셋金融그룹）是一家亚洲的金融服务组织，其总部设立于韩国首尔。未来资产提供资产管理、财富管理、投资银行、人壽保險等全面的金融服务。未来资产由朴炫柱于1997年成立，并在1998年向韩国散户投资者提供了首批互惠基金。在全球范围内，集团客户总资产已超过四千亿美元（截止至2019年6月1日）。未来资产在澳大利亚、巴西、加拿大、中国大陆、哥伦比亚、香港、印度、印度尼西亚、新加坡、英国、美国、越南等国家和地区设有办事处。其中大宇未来资产是韩国最大的投资银行。

## 主营业务
未来资产全球投资
子公司：
- Global X ETFs（英语：Global X ETFs）
- Horizons ETFs（英语：Horizons ETFs）
- BetaShares ETFs（英语：BetaShares）

大宇未来资产
大宇未来资产提供经纪服务、财富管理、投资金融、大宗贸易服务。
未来资产人寿保险
未来资产人寿保险提供人寿保险、投资连结保险、金融咨询、退休计划服务。